# Douglas Mineiro
Douglas Starnley Ferreira, meglio noto come Douglas Mineiro (Nova Era, 11 febbraio 1993), è un calciatore brasiliano, attaccante del Maejo United.

## Carriera
Nella stagione 2014-2015, ha giocato 13 partite nella massima serie uruguaiana con l'Atenas, realizzandovi anche una rete. Nella stagione 2017-2018 ha realizzato 4 reti in 10 presenze nella massima serie moldava con lo Zimbru Chișinău, mentre nella stagione successiva ha giocato 10 partite nella massima serie danese con l'Helsingør, con cui in seguito ha giocato anche nella seconda divisione del Paese scandinavo.